# Дружба (Тимірязєвський район)
Дру́жба (каз. Дружба) — село у складі Тимірязєвського району Північноказахстанської області Казахстану. Адміністративний центр та єдиний населений пункт Інтернаціонального сільського округу.
Населення — 266 осіб (2021; 372 у 2009, 894 у 1999, 941 у 1989).
Національний склад станом на 1989 рік:
- росіяни — 51 %
- казахи — 29 %.